# Maszona Zachodnia
Maszona Zachodnia – prowincja położona w północnej części Zimbabwe. Ma powierzchnię 57 441 km², populacja oscyluje w granicach 1,8 mln osób. Stolicą prowincji jest Chinhoyi.

## Demografia
Populacja regionu jest w większości stosunkowo młoda, 41% w wieku poniżej 15 lat i zaledwie 4% w wieku powyżej 65 lat. Większość mieszkańców mieszka na wsi, około 25% w miastach. Większość osób aktywnych ekonomicznie pracowała jako pracownicy rolni (55%).
Liczba mieszkańców zwiększyła się o ponad 700 tysięcy osób pomiędzy 1992 a 2022 rokiem.
| rok  | populacja |
| ---- | --------- |
| 1992 | 1 112 956 |
| 2002 | 1 224 670 |
| 2012 | 1 501 256 |
| 2022 | 1 893 584 |

## Geografia
Na terenie regionu mieści się Park Narodowy Mana Pools i Park Narodowy Matusadona. Prowincja graniczy na północy z Zambią.

## Podział administracyjny
Maszona Zachodnia podzielona jest na 13 dystryktów:

### Dystrykty
- Chegutu
- Chegutu (miasto)
- Hurungwe
- Kadoma
- Kariba region miejski
- Kariba region wiejski
- Makonde
- Zvimba
- Sanyati
- Chinhoyi
- Karoi
- Kadoma
- MhondoroNgezi

Najliczniej zaludniony jest region Hurungwe.